# فيكتور هربرت

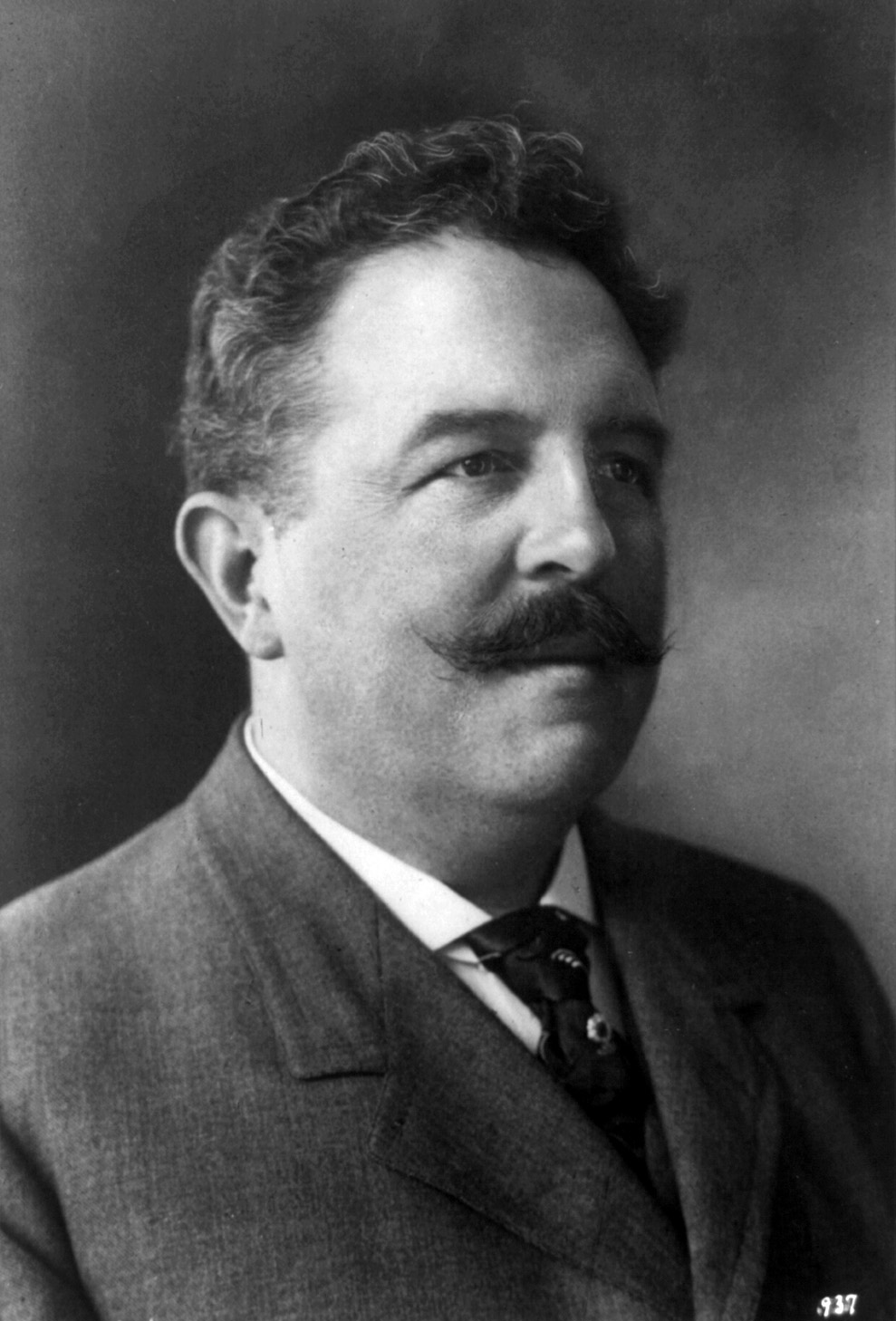

كان فيكتور أغسطس هربرت (بالإنجليزية: Victor Herbert)‏ مُلحنًا أمريكيًا- ألمانيًا وقائد فرقة موسيقية. وُلد في 1 فبراير عام 1859. وعلى الرغم من لعب هربرت دورًا هامًا في الكوندكتر والتشيلو، إلا أنه اشتهر بتأليفه العديد من الأوبريت الناجحة التي عرضت لأول مرة في مسرح برودواي من تسعينيات القرن التاسع عشر إلى الحرب العالمية الأولى. عمل هربرت مُدربًا في المعهد الوطني للموسيقى في أمريكا. وتُوفي في 26 مايو 1924.